# 皇居の生物相
皇居の生物相（こうきょのせいぶつそう）では、東京都千代田区にある皇居の生物相について解説する。皇居は、東京都心では珍しい、生物多様性に富んだ広大な緑地が濠に囲まれており、特に吹上御苑では豊かな自然環境が見られる。皇居では、天皇在位中だった明仁の希望・発案で、国立科学博物館などによる第I期（1996～2000年度）と第II期（2009～2013年度）の生物調査が行われ、合計5903種の動植物が確認された。
東京23区には皇居以外にも緑地が点在しているため（赤坂御用地や日比谷公園など）、この項では皇居以外の東京23区内にある緑地の生物相についても適宜触れていく。
- 文中の年代については、主な参考文献である生物学御研究所（1989）、国立科学博物館皇居調査グループ（2001）が、ともに和暦（元号）に西暦を併記する形式であるため、基本的に和暦に西暦を併記する形式に統一して記述した。

## 皇居の位置と環境
皇居は東京都千代田区のほぼ中央に位置している。面積は約115ヘクタールあり、周囲は濠と市街地に囲まれ、生物多様性において「島」のようになっている。皇居は乾濠、蓮池濠によって東と西に分けられる。東はかつて江戸城の本丸、二の丸、三の丸があった場所で、現在は皇居東御苑となっている。西側は御所などがある吹上御苑、宮殿、宮内庁などがあり、中でも現在豊かな自然環境が見られるのは吹上御苑である。
皇居は北側の荒川、入間川水系、南側の多摩川水系に挟まれた武蔵野台地の先端部にあたる、比較的平坦な淀橋台の北東部に位置している。場所によっては標高30mを超えており、かつて都内の高層の建物が発達していなかった頃は東京都東部や千葉県方面を望むことができた。また皇居の吹上御苑内で最も標高が低いのは下道灌濠（標高約8m）である。
皇居の周囲は濠に囲まれており、西側と北側は濠によって武蔵野台地の先端部にあたる淀橋台から切り離されている。また皇居の東部は濠を挟んで低地帯と接している。また皇居内にも道灌濠などの濠が存在する。いずれの濠も自然地形ではなく人工的に構築されたものと考えられ、濠の建設に使用された外部から移入された大量の石材が確認できる。
皇居の隣にある気象庁での気象観測によれば、皇居付近の年平均気温は約15度で比較的温暖な気候であると言えるが、夏季の最高気温と冬季の最低気温との寒暖の差は約30度と比較的大きい。また降水量は夏季から秋季にかけて多く、冬季には少ない。

## 沿革と当時の環境

### 江戸時代以前の状況
皇居からは縄文土器が採集されたことがあり、また皇居東御苑の、かつて江戸城天守台があった付近には、昭和30年代まで貝塚があったことなどから、縄文時代には現在の皇居付近には人が居住していたものと考えられている。
平安時代末期には江戸氏が江戸に居館を定めたと伝えられているが、現在の皇居がある地に居館があったかどうかは明らかになっていない。室町時代の康正2年（1456年）、太田道灌が江戸城の築城を開始し、翌長禄元年（1457年）に完成したと伝えられている。その後、大永4年（1524年）になって北条氏綱が江戸城を落城させた後は北条氏の家臣である武蔵遠山氏が城主となっていた。小田原征伐により北条氏が戦国大名としては滅亡した後、徳川家康が天正18年（1590年）に江戸城に入城し、家康の本拠地となった。家康入城当時の江戸城は土塁のみで石垣は無く、また江戸城東側の日比谷付近まで海（江戸湾の日比谷入江）であった。現在の西の丸付近は山王社があって地域の信仰や行楽地であったといい、また現在の吹上御苑付近には局沢（つぼねさわ）と呼ばれ、仏教各宗派の16もの寺があった。これは江戸城の寺町としての機能があったものと考えられている。

### 徳川家康の入城と江戸時代にかけて
天正18年の入城当初は、江戸城の改築は小規模なものを行ったのみであったが、文禄元年（1592年）より西の丸の築造を開始し、その後慶長8年（1603年）、徳川家康が征夷大将軍に任じられ江戸幕府が開かれた後は、全国の諸大名を動員して大規模な江戸城拡張工事が行われることになった（「天下普請」参照）。
江戸城拡張工事の中で、西の丸の地にあった山王社は移転され、吹上御苑の地にあった16の寺も移転された。寺が移転された後、家康は跡地を代官や年寄（後の老中）などの邸とし、その後、1610年代半ばの慶長末期から元和年間にかけて、尾張徳川家、紀伊徳川家、水戸徳川家、駿河徳川家、越前松平家などの徳川御三家・親藩を中心とした約20家あまりの大名家の邸宅も立ち並ぶようになった。この時点で現在の吹上御苑の多くはいったん宅地化したものと考えられている。なお現在の吹上御苑という江戸城本体に極めて近い場所に親藩などの邸宅が建設された理由としては、江戸城の防御面から考えて重要である現在の吹上御苑の地に親藩などの邸を建設することによって防御を固めたとの説が出されている。
江戸城内では天守や多くの殿舎、そして多くの濠が造られた。建設に用いられた多くの石材は主に伊豆半島から切り出されて運ばれ、現在の東京都青梅市からは大量の石灰が運ばれ白壁が作られるなど、各地から建築材料が運び込まれた。なお濠の中で道灌濠については太田道灌の築城時に造られたとの説もある。結局、寛永13年（1636年）から寛永15年（1638年）にかけて行われた外濠の築造によって江戸城は完成することになる。
明暦3年（1657年）の明暦の大火によって大きな被害を蒙った江戸城は、出火対策などの改造が実施されることになった。まず江戸幕府の支配体制が安定した時代には不要不急のものとされた天守の再建が断念された。続いてやはり安定した時代となって江戸城本体にほど近い現在の吹上御苑の地に親藩などの邸がある必要性が薄れ、その上、城本体の北西にあたる吹上御苑の地は冬の北西方向の季節風から城を守るためにも防火地とすることが望ましいとされ、まず明暦の大火後、徳川御三家の邸などが移転され、その後は幕臣の邸も順次移転されて、17世紀末から18世紀初めの元禄、宝永年間には現在の吹上御苑の地は庭園化されることになった。
吹上御苑は徳川家宣の代になって、全国の諸大名から珍石、名木を蒐集し、また大名たちに工事を請け負わせ、庭園施設の整備などが進められほぼ完成した。このときの工事によって現在も吹上御苑内にある約1ヘクタールの大きさの大池や、大滝と滝下の流れが造られたと考えられている。そしてこの頃以降、現在の吹上御苑付近は田地、広芝、新構の3地区に分けて呼ばれるようになった。新構は南側の地域に当たり、現在は生物学御研究所、賢所、桑畑などがある地域である。田地は北部の比較的標高が低い場所で、名前の通り江戸時代には一部地域が水田とされ、米が毎年10俵ほど収穫されたという。広芝は新構と田地の中間に位置し、やはり名前の通り広い芝地が中央にあって、将軍の武術鍛錬や閲兵などに使用されていた。
徳川吉宗の時代となると、実用主義を重んじた吉宗の考えにより、多くの庭園設備は壊され、学問所や天文所、馬場や鉄砲所、そして酒や砂糖などの食品製造施設などが建てられ、クリ、ハゼノキ、サツマイモなど商品作物が植えられた。いったん装いを新たにした吹上御苑であったが、吉宗の建設した実用的な施設はやがて廃絶した。化政文化で知られる徳川家斉の時代には再び庭園としての整備が大規模に進められ、更には全国から名所の松の苗木を40本取り寄せて、山吹の流れ沿いに植えるなどした。その後、江戸時代末期にかけては吹上御苑を手入れする余裕もなかったらしく、大きな変化は無かったとされる。

### 明治以降の状況
明治維新後の東京奠都で、江戸城は天皇が住まう宮城（皇居）となった。維新前後の吹上御苑は手入れが行き届かず荒廃が目立ったが、明治17年（1884年）からは皇居造営が開始され、それに伴い賢所がかつての新構と呼ばれた地区に建設された。広芝には馬場や温室などが設けられ、更にはかつての田地にあった田は埋め立てられて植樹が行われる等の整備がなされた。その後昭和3年（1928年）には、昭和天皇と香淳皇后が赤坂離宮から皇居内に引越を行うのに伴い、広芝にあった馬場と温室を移転し、跡地に小さなゴルフ場が建設された。昭和天皇と香淳皇后は休日には吹上御苑内のゴルフ場でゴルフを楽しんだが、昭和12年（1937年）に昭和天皇がゴルフを止めることを宣言し、その後は芝生の管理も中止された。そして昭和14、15年頃（1939年から1940年頃）からは一部を除き吹上御苑内の庭園としての管理も中止され、基本的に自然の成り行きに任せるようになった。そして武蔵野の自然の復活を求めた昭和天皇の希望によって、昭和23年（1948年）以降、自然状態の武蔵野に生育する植物の移植が実施された。1930年代後半から70年あまり庭園としての管理が行われなくなった上に野生種の移植が進められた結果、皇居の吹上御苑には野生種の植物が繁茂するようになり、武蔵野の自然を思わせる光景が広がるようになった。

## 皇居の生物相の調査経緯
皇居内の生物相については、大正10年（1921年）に皇居内の植物について行われた調査をまとめた『宮城風致考』が最初の調査と考えられる。その後、昭和54年（1979年）から昭和56年（1981年）にかけては皇居内各地の樹木についての調査が行われ、昭和62年（1987年）から昭和63年（1988年）にかけて皇居内の濠や池の生物についての調査が実施された。いずれの調査も宮内庁（大正時代の調査は宮内省）の内部調査であった。
平成元年（1989年）8月には、これまでの皇居内の植物調査についてまとめた、昭和天皇も執筆に参加した生物学御研究所編の『皇居の植物』が刊行された。そして国立科学博物館によって昭和42年（1967年）より始められた、日本全体の自然史学が的総合研究が終盤に差し掛かった平成6年（1990年）に、明仁天皇が東京の都心部にありながら、動植物が多く棲息する皇居内の生物についての科学的な総合調査を行うことが望ましいとの意向を示したことがきっかけとなって、平成8年度（1996年度）から平成11年度（1999年度）にかけて皇居内の生物相についての本格的な調査、そして平成12年度（2000年度）には補足調査が行われた。平成12年（2000年）12月には調査結果がまとめられ、その後も更に皇居内の動植物のモニタリング調査が継続され、平成18年（2006年）には継続調査の結果が公表された。。
なお平成21年（2009年）から平成24年度（2012年度）までの予定で、第二期の皇居の生物相調査が実施されている。2021年8月には第三期調査が開始された。

## 各生物相の特徴

### 植物相

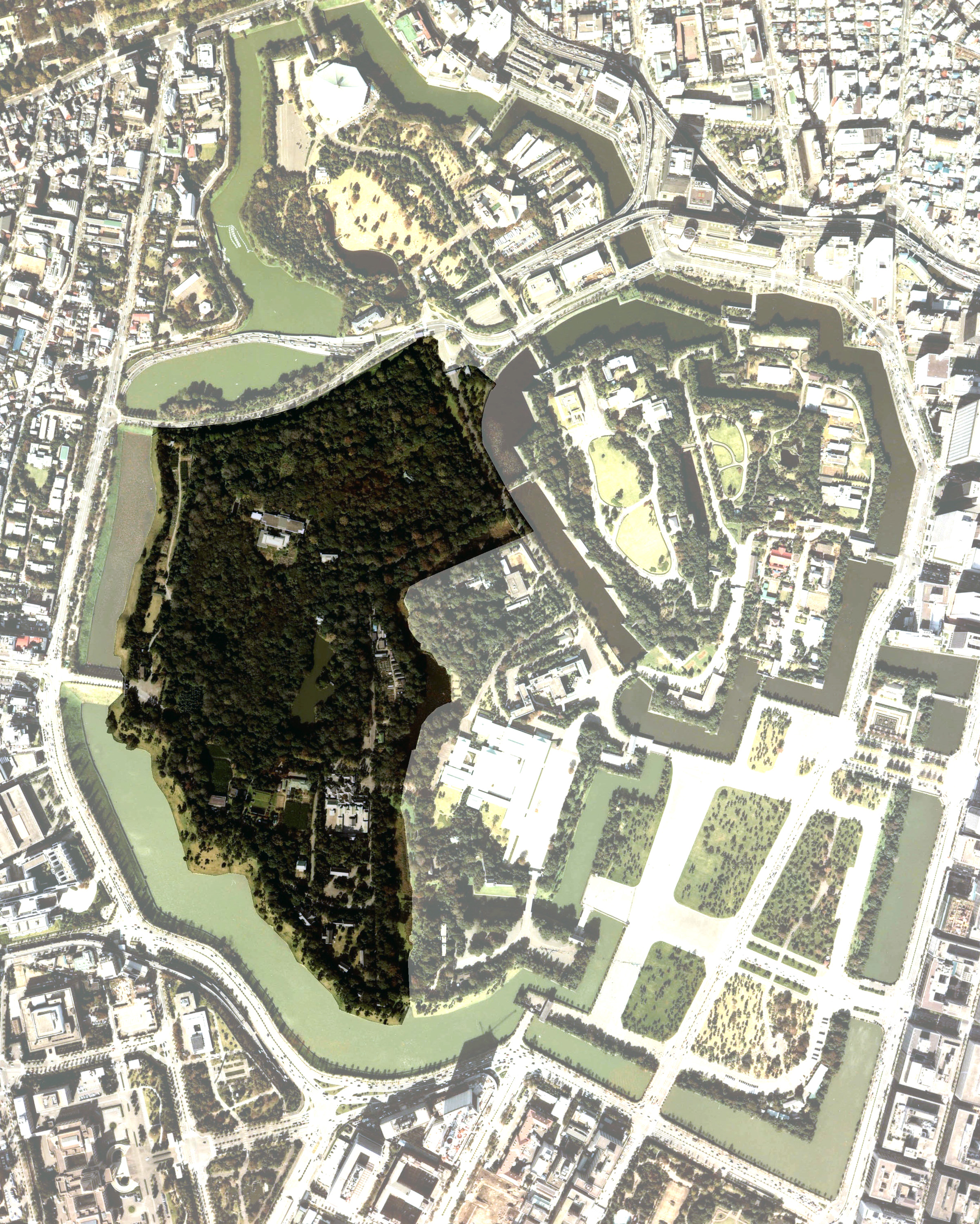
1979年撮影の吹上御苑空中写真

皇居周辺は天正18年（1590年）の徳川家康入城前は海が迫り、クロマツ林が広がっていたとされる。その後、江戸時代初期には親藩、譜代大名などの屋敷となり、17世紀後半からは庭園化された。昭和初期にはゴルフ場の造成が行われ、昭和12年（1937年）以降、庭園的な管理が中断されるという経緯を辿っている。また武蔵野の自然の復活を求めた昭和天皇の希望によって、昭和23年（1948年）以降、自然状態の武蔵野に生育する植物の移植が実施された。現在の吹上御苑を中心とする皇居の植物相は、このような皇居の歴史を反映したものとなっている。
現在の吹上御苑内の植生は、一部に建物、果樹園や田畑、バラ園、桑畑などが存在するが、大部分は深い森となっている。平成8年度（1996年度）から平成11年度（1999年度）にかけての調査によれば、道灌濠の斜面など主に吹上御苑の周辺部に広がるモチノキ、スダジイ、タブノキなどから構成される常緑広葉樹の森、またかつて広場があった御苑の中央部などに広がるクヌギを中心とした落葉広葉樹の森が見られることが明らかとなった。宮内庁庭園課が枯れた木々や不要な樹木の最小限の伐採を常に行っており、原生林的な森林であるとは言えないが、常緑広葉樹林は自然林に近い種構成と構造をしている。一方、落葉広葉樹林は庭園の樹木として植えられた人工的な植生である。常緑広葉樹林も落葉広葉樹林も土壌が良く発達しており、樹木の生育に適した環境を備えていた。このような豊かな森林と果樹園、田畑、桑畑など里山的な要素が広がる吹上御苑では、昆虫類などの生物多様性が高くなることも明らかとなった。
またよく発達した吹上御苑内の森林内は、夏季は皇居に近い気象庁よりも約2度気温が低いが、湿度はほぼ常時90パーセントに達する。皇居の森によって冷やされた大気が皇居東側の日比谷、銀座などに流れていることも確認されており、皇居の森の存在が東京都心部のヒートアイランド現象の軽減化につながっていることが明らかとなった。
皇居内にはかつて江戸時代の名残も残っている。まず吹上御苑内には巨木からなるケヤキ並木が見られる。この並木の起源は明らかになっていないが、1970年代に並木の中で周囲3.3mあったケヤキの風倒木の年輪を確認したところ、元禄時代の植栽と考えられることが明らかとなった。ケヤキの数は大正時代以降、枯死によって減少していることが明らかとなっている上に、並木の中で最も太い樹木は周囲が4.77mに達するため、並木の成立が元禄時代以前に遡る可能性もあり、徳川家康入城以前、吹上御苑が江戸城の寺町であった時代に寺院の境界として植えられたとの説もある。また吹上御苑北東部の山吹の流れには、徳川家斉が全国から名所の松の苗木40本を集めて植栽したが、大正10年（1921年）には17本程度残っていたものが、昭和61年（1986年）には植え替えた松を含めても5本にまで減少してしまった。
また、かつて吹上御苑内には数百本のモミが茂っていたが、明治38年（1905年）頃から枯死が目立つようになり、クロマツやスギの巨木も多く枯死した。モミやスギは大正時代に改めて植えられたが、大気汚染の深刻化などでなかなか生育できず、平成13年（2001年）には皇居内のモミは8本となっている。
吹上御苑では東京都内では初めて記録されたタシロランのような珍しい植物も見られる。吹上御苑でタシロランが発見されたのは平成6年（1994年）7月のことであるが、天皇、皇后が散策の折、変わった植物を見つけたことが発見のきっかけとなった。一方、平成元年（1989年）に発表された『皇居の植物』に記載されている植物で、平成8年度（1996年度）から平成11年度（1999年度）の調査では確認できなかった種が55種あったが、その多くが日差しが強い環境で成長する種であるため、森林が深くなった現在の吹上御苑では生育が困難になったものと考えられている。

#### コケ類、地衣類について
皇居内のコケ類の調査では、蘚類77種、苔類29種、ツノゴケ類1種の計107種が確認された。これまで都内で最も多くのコケ類が確認されているのは自然教育園の52種で、東京都区内で皇居のみで見つかっているコケ類は蘚類14種、苔類9種の23種に及び、皇居のコケ類が生物多様性に富んでいることがわかる。また絶滅危惧種であるコウライイチイゴケ、ヤワラゼニゴケが生育しているなど貴重な種が見られ、人家の周辺などに見られ都市化の指標とされるヒョウタンゴケ、ゼニゴケなどが生育しないといった特色も見られる。
地衣類の調査でも57種の地衣類が確認され、うち3属、5種は日本で初めて見つかった地衣類であった。その大部分は木陰や岩の上に飼育するものであった。他方、第一期調査（1996～2000年度）では、ウメノキゴケ、アカサルオガセなどの大気汚染への耐性が低い大型の地衣類は皇居内では生育しておらず、大都市東京の中心部にある皇居の環境を表している。これが第二期調査（2009～2013年度）になると大型地衣類が4種から16種に増え、ウメノキゴケも見つかった。東京都が2003年に始めたディーゼル車規制による大気汚染改善が寄与したと推定されている。

#### 藻類について
皇居内の濠や水流などで行われた藻類の調査では、日本で初めて見つかった11種の藍藻類をはじめ、156種（変種・品種を含む）の珪藻類、58種の緑藻類（クロロコックム目およびツヅミモ科）、その他6植物門11綱におよぶ多くの藻類が確認された。吹上御苑内の流水域からは山間部の渓流に産するとされる紅藻のベニマダラの生育が確認されるなど、興味深い種も確認された。珪藻類の出現状況からは、吹上御苑内の水質汚濁度が低いことが示唆された。しかし藻類全体では関東近郊の湖沼に分布する一般的なもの、あるいは世界的に分布する普遍種の出現が多く、希少種や特筆すべき分布を示す種は見られなかった。

#### 菌類等について
キノコやカビなどの菌類の調査では、合計368種の菌類が確認された。これまで日本では発見されていない種が8種確認された他、オガサワラカミコウヤクタケのようにこれまで小笠原諸島のみで確認されていた2種と、日本では小笠原諸島のみで確認されていた種が一つ、吹上御苑内から確認された。これは現在の皇居の環境が暖地性の菌類に適したものとなっていることを示していると考えられる。
また子嚢菌類のボタンタケの一種は、吹上御苑のマテバシイの倒木や枯れ枝に多く見られ、同じ都内にある自然教育園のスダジイの倒木でも見ることができる種であるが、同属の別種で伊豆諸島の御蔵島のみで確認されている種はあるものの、現在のところ他の産地が知られておらず東京都区内の吹上御苑と自然教育園の固有種である可能性が指摘されている。
変形菌については昭和天皇が若い頃から高い関心を持っていたこともあり、調査の過程で主に昭和3年（1928年）から昭和5年（1930年）にかけて皇居で昭和天皇や側近が採集したものと判断される標本の存在が明らかとなり、64種類の変形菌が確認された。平成8年度（1996年度）から平成11年度（1999年度）にかけての調査では98種の変形菌が確認されたが、昭和初期に確認された種の中で19種は確認されなかった。

### 動物相

#### 哺乳類について

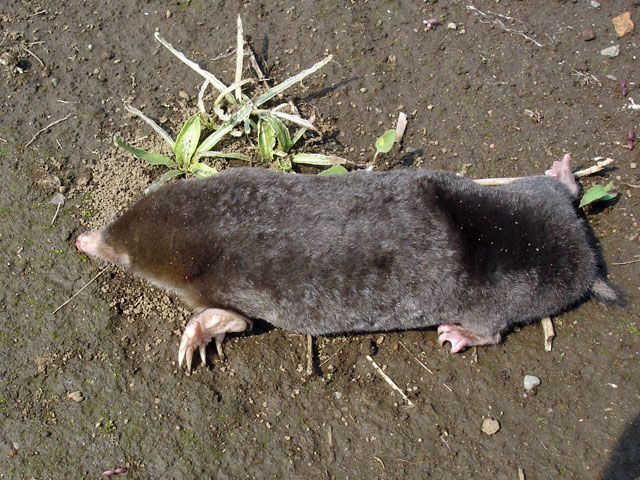
皇居内のアズマモグラは江戸時代初期から周囲から隔絶した環境で生き続けてきたと考えられる。

皇居内で確認されている哺乳類としてはまずタヌキとハクビシンが挙げられる。ともにいつ頃から皇居内に住みだしたのかは不明であり、ペットとして飼われていた個体が逃げ出して繁殖した可能性もあるが、町田市付近など東京近郊の里山ではタヌキやハクビシンの生息が確認されており、皇居まで分布を広げた可能性もある。また1950年代の記録に皇居にタヌキがいるとの説が載せられていることから、タヌキについてはかなり以前から生息し続けている可能性もある。タヌキとハクビシンについては赤坂御用地内でも生息しており、特にタヌキが多く生息している。タヌキは10頭以上おり、糞の調査から皇居の武田正倫生態系内で餌を得ていることが判明している。
その他、皇居内で生息が確認されている哺乳類としてはアブラコウモリとアズマモグラがある。皇居内に生息する哺乳類の中で自然分布と考えられるのはアブラコウモリとアズマモグラのみである。アブラコウモリについては皇居内で確認されているものの数は少ない、これは現在の皇居内がかなり深い森となっていて、高木が多いためアブラコウモリが餌を獲るために必要な開けた場所に乏しいことや、皇居内には夜の明かりが少ないためアブラコウモリの餌となる小型の昆虫が集まってこないことが原因であると考えられる。
アズマモグラは本州東部に分布し、東京23区内でも畑が残っている場所の多くで生息が確認できるが、市街化が進むと姿を消してしまうために山手線内側ではほとんど見ることが出来ない。皇居内では多くのアズマモグラの生息が確認されているが、遅くとも皇居周囲の濠が完成した1630年代には皇居のアズマモグラは周囲の環境から遮断され、その後は皇居内で生息を続けてきたものと考えられている。しかしDNAの塩基配列を調べたところ、現在皇居に生息するアズマモグラは東京都日野市に生息するアズマモグラと高い同一性を示し、関東地方に生息するアズマモグラと種として同一のものとみて良いことがわかった。

#### 爬虫類・両生類について

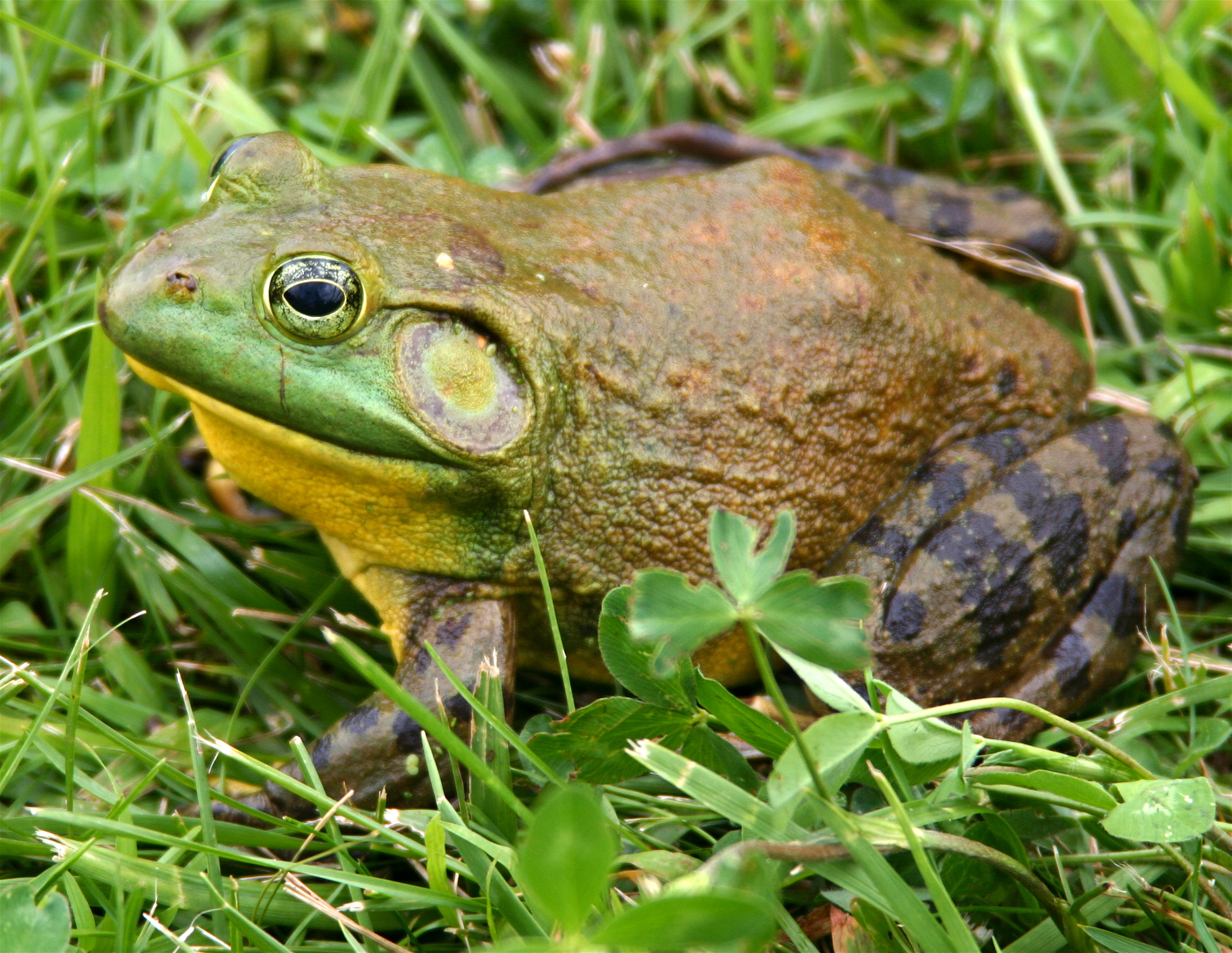
ウシガエルの大繁殖の結果、皇居内の爬虫類、両生類、昆虫類の生息に悪影響が現れている。

皇居内で確認された爬虫類はカメ目のクサガメ、アカミミガメ、スッポン、トカゲ亜目のヤモリ、トカゲ、カナヘビ、ヘビ亜目のアオダイショウ、シマヘビ、ヒバカリである。またカメ目のイシガメ、ヘビ亜目のジムグリはかつての目撃例などから生息している可能性があるとされる。また皇居内の環境はヤマカガシの生息環境として適していると見られるが、これまで確認されていない。これは後述のウシガエルによってヤマカガシの子ヘビが捕食され尽くした結果である可能性が指摘されている。また爬虫類はカナヘビやシマヘビのように極めて確認された数が少ないものがある。
皇居内の両生類の分布は爬虫類以上に特徴的である。皇居内ではサンショウウオ目の生育は確認されず、カエル目でもアズマヒキガエル、アマガエル、ウシガエルの3種しか確認されず、生育しておかしくないニホンアカガエル、トウキョウダルマガエル、ツチガエルは見られない。またウシガエルは皇居内各地で極めて多くの個体が確認されるが、アズマヒキガエルとアマガエルの個体数はウシガエルと比べて多くない。これは明らかにウシガエルが在来種のカエルの生育を強く圧迫した結果と考えられ、皇居内のニホンアカガエル、トウキョウダルマガエル、ツチガエルはウシガエルによって絶滅に追いやられたものと考えられる。またウシガエルの大繁殖は皇居内の昆虫類の生育にも大きな影響を与えている可能性が高い。在来種の爬虫類、両生類の中で欠けた種が見られる原因はウシガエルの大繁殖によるものと考えられるが、皇居内で何らかの理由でいったん数が減少していく種が現れた場合、濠に囲まれた皇居という閉ざされた環境では、周囲から新たな個体が入り込むことが非常に困難であるため、絶滅を防ぐことが困難であることを示している。

#### 鳥類について

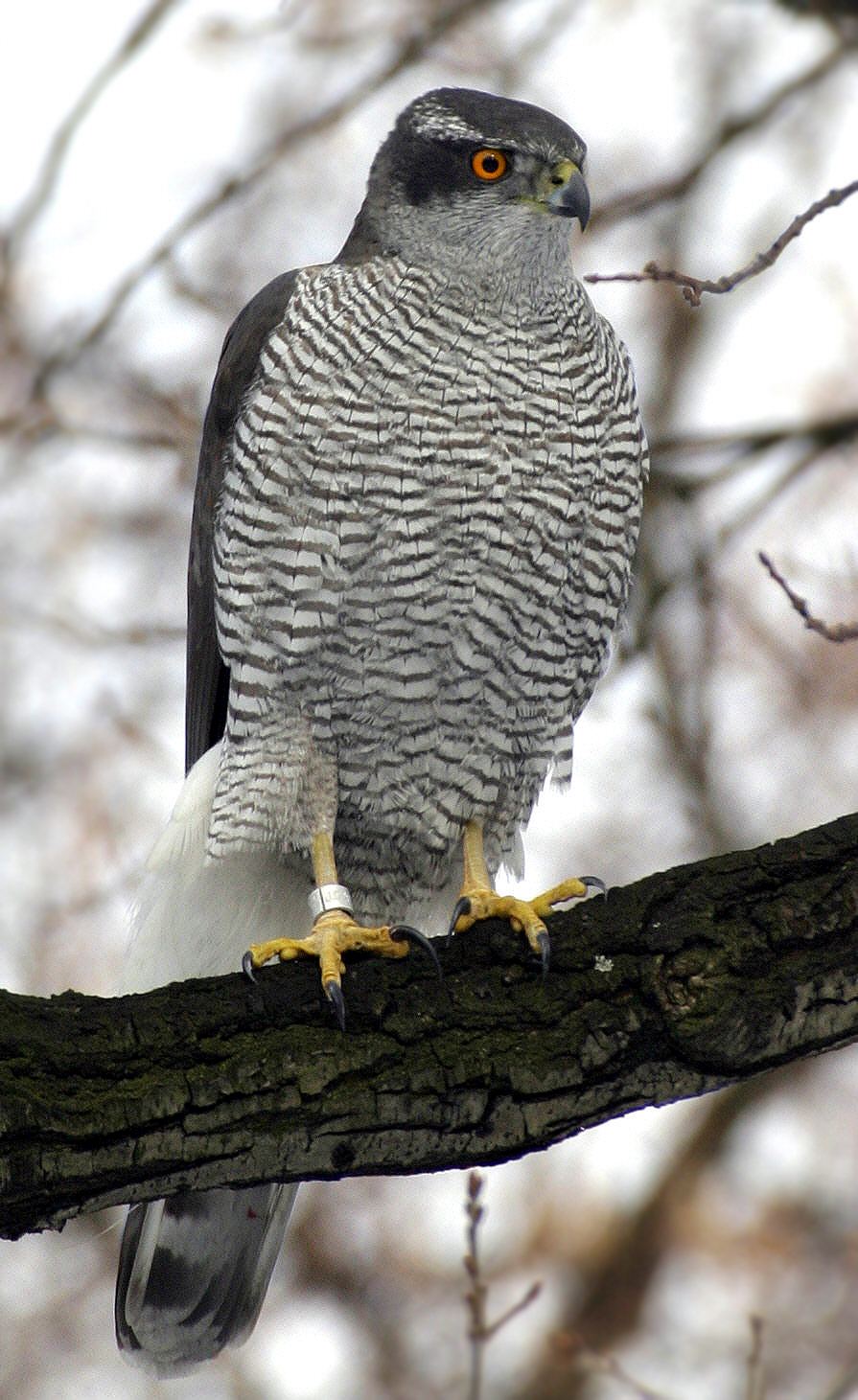
オオタカの定住の結果、皇居の鳥類相は大きく変化した。

皇居内では昭和25年（1950年）頃から野鳥の調査が断続的に続けられてきた。その中で皇居の鳥類相が常に変化をし続けていることが明らかとなっている。変化の中には1950年代に皇居内の樹木を傷めるという理由から追い払われたサギ類のように、人為的な理由で分布が変化した鳥もあるが、自然環境の変化によって大きな変化を見せた種も多い。
環境変化によって分布が大きく変化したことが明らかなのは、冬季に越冬を行うカモ類やオシドリなどが昭和50年（1975年）頃と比べて激減したことである。これはかつて皇居内で見られなかった猛禽類のオオタカやノスリが住み着くようになったため、カモ類やオシドリが激減したものと考えられている。なおオオタカはカモ類の次にサギ類などを捕食するようになったが、猛禽類の存在によって皇居内から多くの鳥類が減少するとやがて主にハシブトガラスを捕食するようになり、東京都内で数の増加が目立つハシブトガラスも、皇居内では数の増加が抑えられるようになった。
また昭和50年（1975年）頃には冬鳥ないし稀に観察される冬鳥であったカワセミ、コゲラ、ハクセキレイ、ヒヨドリがほぼ一年中見られる留鳥となった点が大きな変化として挙げられる。カワセミなどの鳥類が東京都区内など都市部に進出していることは鳥類の都市化現象として知られており、皇居の鳥類相も鳥類の都市化現象が現れているといえる。また皇居や赤坂御用地内のカワセミについては、東京都区内の緑地を経由して南関東各地に移動していることが明らかになりつつある。
昭和50年（1975年）頃以降、サギ類とカワウのコロニーが皇居内から消滅したことも大きな変化の一つとして挙げられる。前述のようにサギ類は1950年代に人為的に皇居から追われ、その後も猛禽類の皇居内定着による捕食の増加といった事情は認められるが、各地でサギ類が多く生息する鷺山の消滅が伝えられるなど、生育環境の悪化などによってサギ類自体も減少している可能性が指摘されている。

#### 魚類について
皇居内の道灌濠からは、コイ、ゲンゴロウブナ、ギンブナ、ドジョウ、モツゴなど一般的な淡水魚10種が確認された。また蓮池濠からはカムルチーが確認された。道灌濠、蓮池濠からは皇居外濠で見られる外来魚のブラックバスやブルーギルは確認されなかった。また皇居内のギンブナの遺伝子を確認したところ、全て三倍体ないし四倍体の雌であり、皇居内のギンブナと遺伝的に全く同一のギンブナが広島県の河川に生息していること、また皇居の内濠の中で上道灌濠にはギンブナ以外のコイ、フナ類の生息が確認されていないため、上道灌濠のギンブナがどうやって繁殖しているのか明らかになっていないという興味深い謎が残っている。

#### 甲殻類について

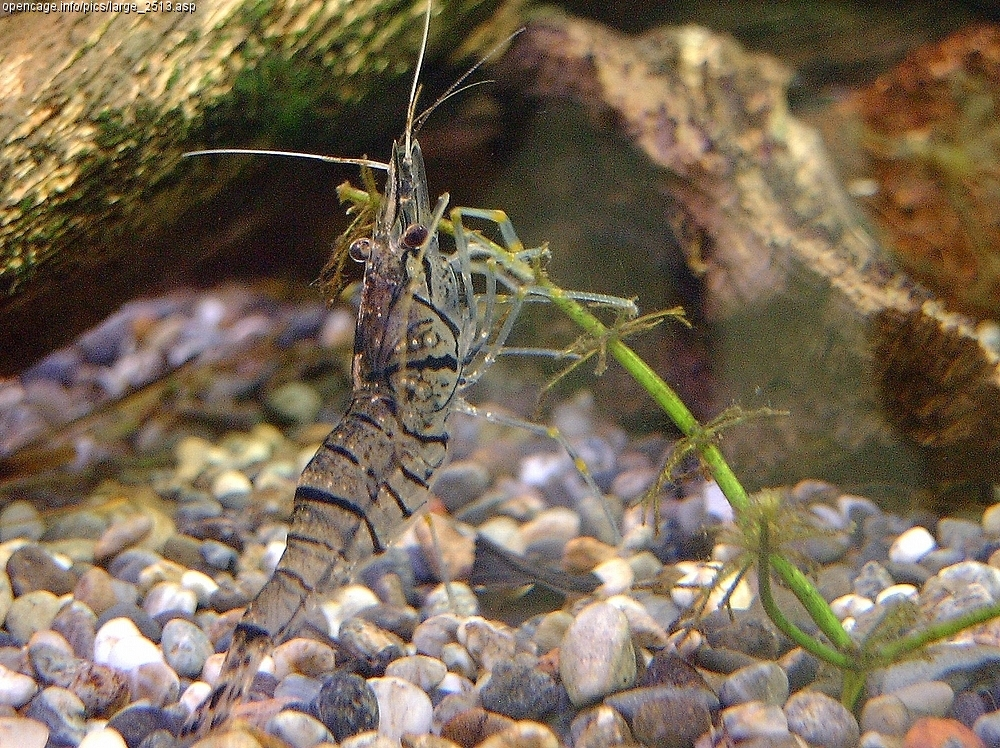
皇居の内濠からはスジエビが多く採集された。

皇居の内濠にはスジエビ、テナガエビ、ヌカエビ、アメリカザリガニの4種のエビ類の生息が確認された。4種とも低地の静水域に生息するエビ類であり、テナガエビの採集された数は少ないものの、他の3種については多くの数が採集された。しかし道灌濠の中で最も自然度が高いと考えられる上道灌濠からはアメリカザリガニの生息は確認されなかった。カニ類については皇居東御苑でサワガニの生息が確認された。そして内濠に生息するモツゴ、ギンブナ、ゲンゴロウブナ、エビ類からは寄生性の甲殻類が4種見つかった。
陸棲甲殻類としては、等脚目（ワラジムシ目）16種が採集され、端脚目（ヨコエビ目）は2種採集された。ワラジムシ目のうち4種は新種であり、中にはパプアニューギニアに分布の中心がある属など、南半球に多い種が2種あるなど興味深い種が見られる。また都市で最も一般的に観察されるワラジムシの生息が確認されず、深い森を好むトウキョウコシビロダンゴムシが皇居内のワラジムシの中で最も一般的な種であった。16種のワラジムシは一般的な都道府県全体に生息するワラジムシ目の数に匹敵する数であり、ともに皇居が豊かで多様な自然環境に恵まれていることを示していると考えられる。
また土壌性のソコミジンコ類は3種が採集された。3種ともに一般的な種ではあるが、ソコミジンコ類自体が一般的に里山のような人の手が入る地域での生息が難しく、山地の森林のような安定した自然環境に生息する種であるため、皇居の森が山地の森林のような安定した自然環境にあることを示している。

#### 多足類について
吹上御苑内で確認されたムカデやヤスデなどの多足類は合計41種であり、うち7種は新種であると見られる。日本の多足類の中で比較的良く調査が行われている千葉県の多足類は73種とされるため、吹上御苑からは千葉県全体で確認されている多足類の半分以上にあたる数の種が確認されたことになり、これは皇居の森の豊かな生物多様性を示していると考えられる。また皇居内の多足類で特徴的な点としては、冷温帯に分布の中心がある種が確認されず、暖温帯から亜熱帯にかけて分布の中心がある種が多く見出されたことが挙げられる。吹上御苑内の多足類の生息状況は照葉樹林帯のものであると考えられ、これはかつて江戸城の建設が本格化する江戸時代以前、吹上御苑付近はシイやカシを主な樹種とした照葉樹林であったことを示唆している。

#### カニムシ類について
カニムシ類の生息状況からも、かつての皇居の環境と現状の自然環境について示唆する興味深い結果が出た。皇居内に生息が確認されたカニムシは4種であり、関東地方北部の山林でのカニムシ生息調査では、皇居内で生息が確認された4種を含む6種が確認されており、皇居内の生息種が少ないことがわかる。カニムシ類は一般的には自然が良好に保全されている森林環境を好み、人為的な自然の撹乱に弱く、人の手が入るとすぐに生息できなくなる群とされている。また皇居内に生息するカニムシ類の中ではチビコケカニムシが多く見出されたが、この種はカニムシ類の中では二次林に多く生息するなど自然の撹乱に強い種とされており、これらのカニムシ類の生息状況からは江戸時代初期に吹上御苑の多くが宅地化されて以降、様々に手を加えられていったためにカニムシの生息に適さなかった時代があったことを示している。しかし日本の温暖な地域の森林帯で多く見られるムネトゲツチカニムシも、吹上御苑内で多くの生息が確認されていることから、いったん大きく撹乱された吹上御苑内の自然環境が確実に回復へと向かっていることも明らかとなった。

#### クモ類について
平成8年度（1996年度）から平成11年度（1999年度）にかけての調査の結果、皇居内からは30種141種のクモが確認された。それ以前の調査で確認されていたが平成8年度（1996年度）から平成11年度（1999年度）にかけての調査では確認されなかった4種を含め、145種のクモが確認された。その後平成13年度（2001年）から平成17年度（2005年）まで続けられたモニタリング調査の中で新たに20種が確認され、これまでのところ皇居内からは165種のクモが確認されている。
東京都内の公園では、これまで自然教育園からは181種、赤坂御用地からは100種、常盤松御用邸からは64種、上野公園からは69種のクモ類が確認されている。東京近郊の八王子市からは300種あまり、多摩川水系からは約240種のクモ類が確認されており、深い森林があり、田畑や桑畑など里山に近い環境も備えているなど、現在の皇居が多様な自然環境に恵まれていることを考えると165種のクモ類の生息というのは決して多いわけではない。
皇居内のクモ類の種が比較的少ない理由としては、皇居の地は江戸城築城以前、海岸沿いの地であったためにもともと冷温帯や山地性の種に乏しかった上に、江戸初期には吹上御苑がいったん宅地化し、その後も庭園やゴルフ場になる等、クモ類の生息に望ましくない環境となった上に、江戸期以降の周辺の都市化の進行に伴い、緑地が減少してクモ類が皇居の地にやってくることが困難となる等の理由で個体数の維持が困難となり、多くの種が絶滅したものと考えられている。
皇居内に生息するクモ類や皇居よりも多くのクモ類が確認されている自然教育園のクモ類は、伊豆諸島に生息するクモ類と多くの種が共通している。火山活動により誕生した伊豆諸島は島としての歴史が比較的浅く、クモ類は海を渡って分布を広げた種が中心となっている。皇居をはじめとする東京都区内の緑地のクモ類が伊豆諸島のクモ類との共通点が多い事実は、皇居などに分布するクモ類の多くが伊豆諸島に分布するクモ類と同じく、風によって運ばれて分布を広げていった種であることを示している。これは生育環境の悪化によっていったん大きな打撃を蒙った皇居のクモ類であるが、自然環境の回復に伴い移動能力の高い種を中心に再び皇居に戻りつつあることを表している。
そのため、現在皇居では移動能力が低いと考えられている地表性のクモ類などが少ない。大都市東京の中心部にある上に周囲を濠で囲まれている皇居内に、再び移動能力が低いクモ類が移住することは非常に難しいと考えられている。しかし種の数としては多くはないが、移動性が低く東京や横浜などではほとんど見ることが難しくなったクモ類や、全国的にみても希少な種なども皇居内に生息していることが確認されている。

#### ササラダニ類、クマムシ類、ミミズ類について
皇居内からは新種1種を含む39科68種のササラダニ類が確認された。皇居内で確認されたササラダニ類の中には良質な自然環境で見られるとされる種が複数見られることが明らかとなった。またかつて都内の明治神宮、等々力渓谷、常陸宮邸、武蔵村山市と国分寺市の雑木林で行われたササラダニ類の調査結果と皇居での調査結果を比較すると、皇居のササラダニ相が最も自然度が良好であるとの結果が出された。これらは皇居の良好な自然環境を示していると考えられる。
クマムシ類は4科9属21種の生息が確認された。クマムシ類からもこれまで南アフリカの2種のみしか確認されていなかった属の新種が発見された。
貧毛類（ミミズ類）は3科4属20種が確認された。うち4種が新種であった。自然教育園など東京都内11ヵ所の調査結果と皇居でのミミズ類の調査結果を比べると、皇居で確認されたミミズ類の種が最も多く、森林が発達し腐葉土に恵まれた皇居がミミズの生息に適した環境であることが判明した。

#### 陸産貝類、淡水貝類について
皇居内の調査の結果、淡水性の貝類は13種、カタツムリの仲間である陸産貝類は40種確認された。淡水貝類の中には外来種も見られるが、ドブシジミ、マルタニシ、モノアラガイなど、かつては日本各地の水田などで見られた普通種であったものが、現在は激減して都市部ではほとんど見ることができなくなった種も確認された。ただし淡水貝類は魚や水草などの移動に伴って人為的に持ち込まれることが多く、皇居の場合ではホタルの繁殖のためにカワニナが持ち込まれていることが確認されているため、皇居内の現在の淡水貝類分布が自然分布であるかどうかははっきりとしない。
陸産貝類は、宮内庁が管理する盆栽の下など、人工的な環境に生息する外来種や撹乱された環境を好む在来種と、樹林帯に生息する主に在来種の2グループに分けられた。人工的な環境に生息する種からは、新たに外国から移入してきたと考えられる2種の新種が発見された。また樹林帯に生息する種は、奥多摩や神奈川県内の丘陵地にある自然林などで見られるものの、都市部ではほとんど見られなくなった種が多く見出された。これは江戸城の建設以前からの生き残りである可能性もあるが、いったん宅地化され、その後も庭園やゴルフ場などが作られた後、昭和23年（1948年）以降、武蔵野の自然を蘇らせることを願った昭和天皇の希望により多くの植物が移植された経過を考えると、移植に伴い外部から持ち込まれた種である可能性も否定できない。
皇居内で生息が確認された陸産貝類の中で最も興味深い種は新種と考えられるコオオベソマイマイ類の一種と、絶滅危惧種であるヒログチコギセルである。ヒログチコギセルは海岸付近に見られる、環境の変化に脆弱な種であるとされている。前述のような理由から皇居内の分布は自然分布ではない可能性もあるが、現在の皇居がかつて海岸沿いにあった時代から生き残ってきた可能性もある。このような都市部ではほとんど見られなくなった陸産貝類が多産することからも、皇居の陸産貝類相が豊かであることを示している。

#### 動物性プランクトン等について
皇居内の道灌濠、蓮池濠、人工池である瓢池では、平成8年度（1996年度）から平成11年度（1999年度）にかけて動物性のプランクトン等、微小生物の調査が行われ、続いて平成12年度（2000年度）から平成16年度（2004年度）にかけて継続調査が実施された。
これまでの調査の結果、皇居の内濠である道灌濠、蓮池濠、そして瓢池からは原生動物、輪虫類、鰓脚類、撓脚類が合計63属130種確認された。珪藻類の出現状況と同じく、皇居の内濠と瓢池で確認された淡水性の動物性プランクトンには希少種や特異な分布を示すものは見られなかったが、赤坂御用地の庭園にある池で確認された種は53属87種であり、赤坂御用地の池よりも多くの種が生息していることが明らかとなった。水質の分析からも皇居の内濠は比較的良好な自然状態が保たれていることがわかっており、淡水性の動物性プランクトンの高い生物多様性が保たれた貴重な環境であることが明らかとなった。
また東京都区内とその周辺では自然の湖沼は洗足池、三宝寺池、井の頭池、不忍池などしか見られず、また溜池も少ないため、水質が比較的良好で豊かな生物多様性が保たれている皇居の内濠は、東京都区内やその周辺の中では淡水性動植物の貴重な生息地であるといえる。

### 昆虫相

#### トンボ類について
皇居内のトンボ類については、昭和62年（1987年）、昭和63年（1988年）に行われていた調査結果を併せて8科27種が確認された。続いて平成13年度（2001年）から平成17年度（2005年）まで続けられたモニタリング調査の中で6種が確認され、皇居内からは8科33種のトンボ類が確認された。東京都内の一つの区全体で確認できるトンボ類はおおむね20-30種であり、皇居内からは一つの区全体と同程度の種数が確認されている。また皇居内からは東京23区内からはほぼ絶滅したと考えられていたベニイトトンボ、コサナエ、アオヤンマの生息が確認されるなど、東京の都心に位置し面積も限られる皇居の環境を考えると、皇居のトンボ相は豊かといえる。
皇居のトンボは道灌濠や蓮池濠、生物学御研究所の水田や灌漑施設、吹上御苑内の大池やその周辺の流水、湿地帯などに生息している。そのため静水域や湿地帯を好むトンボは多く見られるが、皇居内の流水は規模が小さすぎる上に流れも遅いため、河川などの流水域に生息するトンボは生息が困難であるためほぼ見ることができないという特徴が見られる。また平成13年度（2001年）から平成17年度（2005年）まで続けられたモニタリング調査では、チョウトンボが皇居内に定着した半面、都市部でも生息が確認できるアカネ類が著しく減少していることが判明した。
皇居内は流水域は欠けるものの、恵まれた自然の中に多くの水域があるトンボ類にとって極めて恵まれた環境下にあり、多くのトンボ類が繁殖している。特にコサナエは東京23区内では皇居以外での繁殖が確認されておらず、また皇居で繁殖したトンボ類が皇居外に移動している可能性も高く、トンボ類の生息地として皇居の存在は貴重である。

#### 直翅類について
バッタやゴキブリなど直翅類の昆虫は、皇居からは45種が確認された。種構成としては武蔵野で見られる普通種が中心であるが、東京都区内では確認されなくなった種が多く確認されている。他の東京23区内で行われた直翅類昆虫の調査と比較しても皇居内の直翅類の種数は多く、やはり皇居が豊かな自然環境に恵まれていることを示している。

#### アブラムシ類について
平成8年度（1996年度）から平成11年度（1999年度）にかけての皇居内の調査の結果、95種の植物に寄生していた2科95種のアブラムシが確認された。そして平成13年度（2001年）から平成17年度（2005年）まで続けられたモニタリング調査の中で新たに20種が確認され、皇居内からは計115種のアブラムシが確認されている。アブラムシは一般的には寄生する植物を選ぶ傾向が強いが、植物を選ばず寄生をする多食性の種もあり、都市化が進行すると、多食性の種が増加する傾向が知られている。これは都市化の進行が植生を単純化させるため、寄主を替えながら生息を続けることのできる多食性の方が生存に有利であるからと考えられる。またアブラムシ類は原生的な自然環境よりも適度に人の手が入る里山的な環境の方が種の多様性が高くなることも知られている。
皇居内のアブラムシ類の構成を見ると、多食性の種は約5パーセントに過ぎず、また近年人の手が入らなくなったために関東地方の里山では見ることが少なくなった種の多くが普通種として確認された。また千葉市内の里山で行われたアブラムシ類の調査結果と皇居内のアブラムシ類の調査結果はよく一致しており、庭園的な管理は行われていないものの最低限の手入れは行われている吹上御苑の環境は、アブラムシ相から見ると里山的環境であると言え、アブラムシの生育に適した環境であるといえる。

#### カイガラムシ類について
カイガラムシ類については、新種ないし未記載種と考えられる12種を含む9科127種が確認された。構成種を見るとシイ、タブなど照葉樹林に生息する種が中心となっているが、伊豆半島や三浦半島沿岸の普通種で確認されなかった種も多く、皇居のカイガラムシ相は関東南部沿岸の中でも北端にあたるカイガラムシ相であると考えられた。また皇居が分布の北限となっていると考えられるカイガラムシが9種確認されたが、ヒートアイランド現象に伴う温暖化によって生息が可能となったと見られる種が複数確認されている。
またモミにのみ寄生するモミニセカキカイガラムシが、皇居内にわずかに残る、江戸時代に植栽されたと考えられるモミの古木から確認された。この種は知られている皇居に最も近い生息地は東京西部の奥多摩山地と房総半島の清澄山であり、皇居近郊からは全く知られていない。モミニセカキカイガラムシはモミの古木とともに江戸時代から生き続けてきたものと推測されている。
皇居のカイガラムシ相を分析すると、やはり都市化の影響も強く見られるが、皇居近隣の都市部の普通種のうち9種が確認されず、山地性の種が8種、分布が限られている種が6種確認されているなど、皇居が都市化の影響を強く受けながらも豊富かつ多様な植生に恵まれた、都市に生息するカイガラムシ以外の種も多く生息する環境であることが明らかとなった。

#### カメムシ目について

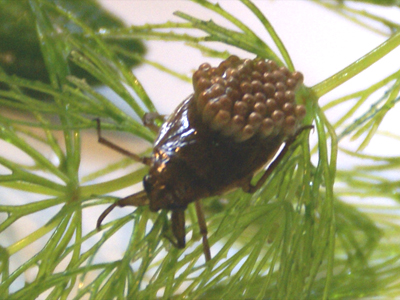
皇居の内濠からは、現在東京都内ではほとんど見られなくなったコオイムシの生息が確認されている。

アブラムシ、カイガラムシを除くカメムシ目は、41科214種が確認された。確認された種の多くは関東地方で見る普通種であるが、かつて東京都の区で行われた調査ではいずれも確認された種が200種に及ばなかったことから、皇居のカメムシ目は豊かであるといえる。ただし陸産のカメムシ目については、本来の植生は江戸城築城以降大きく改変がなされ、これまで多くの植物が植えられてきた経緯を考えると、植物の移植に伴い持ち込まれた種もあると考えられ、単純に自然分布と見なすことは無理があると考えられる。
一方、アメンボなどの水生のカメムシ目は一般的には移動能力が低く、また道灌濠などの内濠にカメムシ目の昆虫が持ち込まれる状況が考えにくいことなどから、以前より生息していたものと考えられる。皇居内の道灌濠付近は昭和天皇の希望によって吹上御苑と同じように最低限の管理のみ行われており、自然に近い環境が保全された結果、コオイムシなどの都市化に伴う環境の撹乱に弱く、東京都内ではほとんど見ることが出来なくなった種が生息している。またトンボ類と同じく水生のカメムシ目も静水域を好む種中心の分布であることも特徴として挙げられる。
水生のカメムシ目は、トンボ類と同じく昭和62年（1987年）、昭和63年（1988年）に調査が行われているが、このときの調査で確認された種のうち5種が平成8年度（1996年度）から平成11年度（1999年度）にかけての調査では確認されなかった。5種とも昭和62年（1987年）、昭和63年（1988年）に確認された時、生息数が極めて少なかったため、平成8年度（1996年度）から平成11年度（1999年度）にかけての調査では見落としをした可能性もあるが、約10年の間に絶滅した可能性も否定できない。水生カメムシ類は一般的に移動能力が低いため、東京の都市部に囲まれている皇居では、いったん絶滅してしまうと、再び皇居内で生息することは極めて困難であると考えられる。

#### アザミウマについて
皇居内の調査によって、3科74種のアザミウマが確認された。中には未記載種ないし日本で未記録である種が10数種あり、うち一種はこれまでのところ皇居以外では確認されていない種である。皇居内のアザミウマ類の特徴としては、まず種の多さが特筆され、その他にも植物を食べる種が多く、これは皇居内の豊かな植生を反映しているものと考えられた。また豊かな森林があるのにもかかわらず、森林の落ち葉層に生息するアザミウマがわずか1種しか確認されず、神奈川県逗子市内の林などでは10種以上の落ち葉層に生息するアザミウマが確認されており、これも皇居のアザミウマについての特徴と考えられる。

#### ガについて

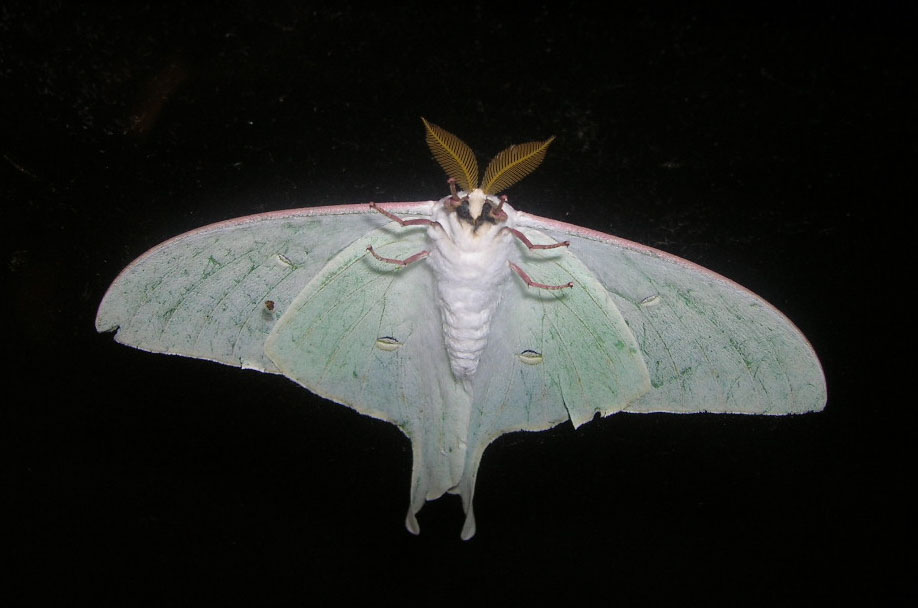
東京都区内ではまれになったが、皇居での生息が確認されている大型ガのオオミズアオ

皇居内からは平成8年度（1996年度）から平成11年度（1999年度）にかけての調査で、42科514種のガが確認された。皇居内に生息するガのなかでまず注目されるのがオオミズアオである。オオミズアオが属するヤママユガ科は、かつては東京でも6種が記録されていたが、現在の東京都心部で生き残っているヤママユガ科のガは皇居に生息するオオミズアオのみとなった。これは、ヤママユガ科のような大型のガは環境の悪化に弱いために、都市化の進行に伴う環境の悪化によって次々と姿を消したこと、東京都内で数を増しているハシブトガラスの格好の餌となることも原因と考えられる。皇居内のオオミズアオの生息数は少ないが、確実に生息し続けている。
皇居内のガはヤママユガ科以外にもカレハガ科、カキバガ科、シャチホコガ科、ヒトリガ科の衰退が目立ち、一方で冬季に成虫となるヤガ科のキリガ類やシャクガ科のフユシャク類は多摩丘陵を上回る多くの種が確認された。また皇居内で確認されたキリガ類とフユシャク類は常緑樹林に生息する種が多く、落葉広葉樹林に生息する種が少ない。これは皇居の森が深くなるにつれて落葉広葉樹林産の種が衰退していると考えられている。そしてキリガ類とフユシャク類は多食性の食性を持つ種が多いこともわかった。皇居内のキリガ類とフユシャク類が多食性である事実は、食草が限定されるシャチホコガ科が皇居ではほとんど見られない点とともに注目される。
皇居内のガの分布で、地衣類を主に食べるヒトリガ科のコケガが発見されなかったことも注目された。コケガは平地から高山帯までどこでも見かける普通種であるが、1970年代の光化学スモッグの影響で東京都区内の地衣類は壊滅的な打撃を蒙ったと考えられ、その結果、地衣類を食べるコケガも大打撃を受けたとみられる。1980年代以降は東京都区内の大気汚染は改善傾向を見せ、地衣類も回復してきた。その結果、自然教育園などではコケガが確認されるようになり、東京都区内にコケガが戻り始めてきたことがわかったが、周囲を濠に囲まれた皇居では濠が障害となってコケガの回復が遅れているものと考えられた。そして平成13年度（2001年）から平成17年度（2005年）まで続けられたモニタリング調査の中で皇居内でコケガが確認され、ようやく皇居にもコケガが戻り始めたことが明らかとなった。

#### チョウについて

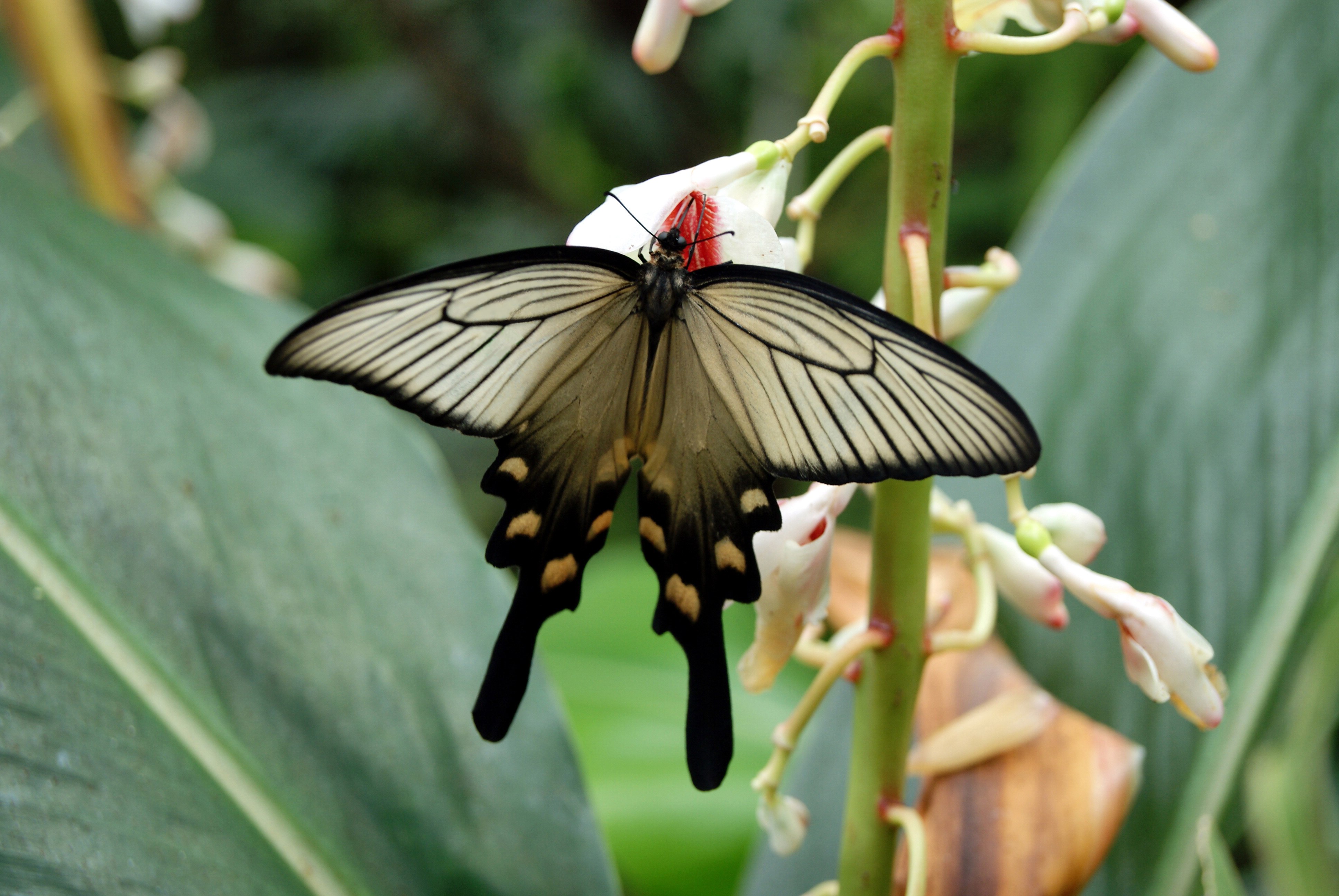
東京都区内では姿を見ることが少なくなったが、皇居では多くのジャコウアゲハが確認されている。

平成8年度（1996年度）から平成11年度（1999年度）にかけての調査で、8科37種のチョウが確認され、平成13年度（2001年度）から平成17年度（2005年度）まで続けられたモニタリング調査の中で更に11種が確認されたため、皇居内では合計48種のチョウが確認されている。皇居内ではチョウの中には東京都区内で激減しているジャコウアゲハ、ツマキチョウ、トラフシジミが多く生息していることが確認され、皇居が貴重なチョウ類の生息地であることが明らかとなった。
東京都区内では皇居以外でもチョウ類の生息状況の調査が行われている。それによると自然教育園では47種、新宿御苑では24種、常盤松御用邸からは21種、足立区元渕江公園からは27種のチョウ類が確認されている。それぞれの緑地で確認されたチョウ類のうち14種が共通種であり、また大型緑地である皇居と自然教育園、新宿御苑の確認されたチョウ類も高い一致が見られた。これは東京都区内には大小の緑地が点在しており、チョウ類は各緑地間を移動しながら分布を維持していることを示していると考えられる。また大型緑地の明治神宮でのチョウ類が種数が少ないのは、常に公園管理が行われているために草原や林縁で成育する種が見られないためと考えられる。つまり皇居内で多くのチョウ類の繁殖が見られるのは、緑地としてある程度の面積がある上に、最低限の管理のみが行われているよく発達した森林、湿地、田畑や果樹園などといった様々な環境に恵まれているからであると考えられる。

#### 甲虫類について

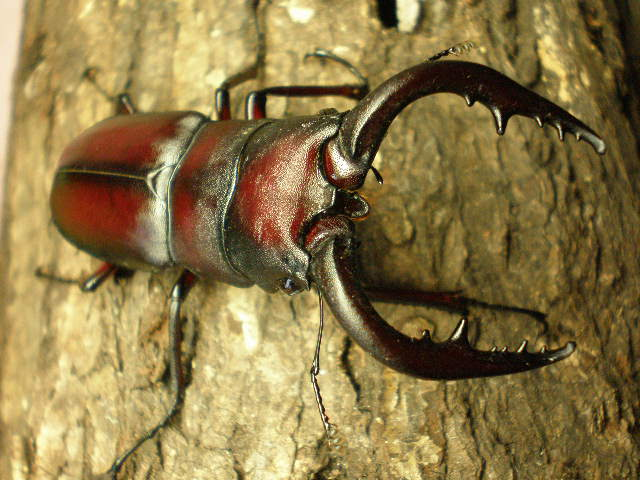
東京都区内ではすっかり見かけなくなったが、皇居の森では多くのノコギリクワガタが生息している。

平成8年度（1996年度）から平成11年度（1999年度）にかけての調査で、73科738種の甲虫類が確認された。東京都区内ではごく少なくなったノコギリクワガタが多数採集されたり、オオミズスマシなど東京都区内では絶滅した可能性が指摘されている水生甲虫類の生息も確認されたりしており、また湿地性の甲虫や、ゴミムシ類やコガネムシ類の中で低地ではまれである種も確認されるなど、高い生物多様性が見られることがわかった。
皇居の甲虫相の特徴としては伊豆諸島や三浦半島との関連性が高いと考えられる種が複数見つかっていることなど、武蔵野のクヌギやコナラ中心の落葉広葉樹林に分布する種よりも、カシやタブノキなど照葉樹林に分布する種が中心となっている。また海岸性の甲虫であるチャイロチビゲンゴロウが確認され、これはかつて皇居がある地は海のそばであったことを示す可能性も指摘されている。
皇居からは2科39種のカミキリムシが確認された。カミキリムシ相に関していえば、かつて武蔵野の雑木林に生息していた種がほとんどであり、都区内ではほとんど見られなくなった種が多く確認された。
皇居内で採集された甲虫類の中で、特徴的な結果が出たのがハネカクシ類であった。ハネカクシ類は平成8年度（1996年度）から平成11年度（1999年度）にかけての調査、そして平成13年度（2001年度）から平成17年度（2005年度）まで続けられたモニタリング調査の結果、5科161種が確認された。皇居内のハネカクシ類は落ち葉内に生息する種が多く、また湿地性の種も多く見出された。しかし後翅が退化して飛翔力を失った移動能力が低い種は全く観察されなかった。これは吹上御苑は江戸初期にはいったん宅地化され、その後も様々な利用のされ方をする中で森林性のハネカクシ類は姿を消し、現在、皇居に良好な森林環境が戻っても、移動能力の低さゆえに皇居に戻ってくることが非常に困難であるためと考えられる。

#### ハチ類について
平成8年度（1996年度）から平成11年度（1999年度）にかけての皇居内での調査の結果、48科513種のハチ類が確認された。幼虫が植物の葉を食べるハバチ、キバチ類は7科60種が確認され、うちハバチ科の1種は新種であった。捕食寄生性のヒメバチ上科、ヤセバチ上科、カギハラバチ上科、コンボウヤセバチ上科、タマバチ上科では合計160種が確認され、うち9種が日本では初記録の種であった。小型の捕食寄生性のコバチ上科では日本での初記録種3種を含む103種が記録された。
アリ類に関しては49種が確認された。アリ類に関しては東京都区内で比較的調査が進んでおり、大田区、中野区、板橋区などで確認されたアリ類の種数よりも皇居で確認された種数が多く、また都心部に多く見られる人為的に分布を広げていると考えられる種が皇居内ではほとんど確認されなかったことが皇居のアリ類の特徴として挙げられる。またセイボウ上科に属するハチ類は3科18種確認され、うち3種は未記載種であると考えられる。スズメバチやミツバチなど、針を持つ有剣類のハチ類は18科128種が確認された。皇居内の有剣類に属するハチ類の特徴としては、大型のスズメバチ類が多く、逆にアナバチ類が少ないことが挙げられる。アナバチ類が少ない理由はアナバチは都市化による自然環境の撹乱に弱い種であると考えられ、東京の中心部にある皇居はやはり都市化の影響を受けているものと考えられる。しかしかつては東京都内でも観察されたが、現在埼玉県の平野部でも見ることができないムネアカアリバチが確認されるなど、かつての武蔵野に生息していた種の遺存種とも考えられる種も観察されている。
皇居内で見られるミツバチはその多くがニホンミツバチである。皇居内では複数のニホンミツバチの巣が確認されているが、セイヨウミツバチは数が少ない。これは養蜂の巣が皇居近くに無いうえに、スズメバチが多い皇居ではスズメバチを防御する手段を持つニホンミツバチの方が生存に有利であるためと考えられている。

#### 双翅類について
ハエやカなどの双翅類（ハエ目）は、平成8年度（1996年度）から平成11年度（1999年度）にかけての皇居内での調査の結果、525種が確認された。東京都区内では見られなくなった日本脳炎を媒介することで知られるコガタアカイエカの生息が確認され、ユスリカ科では74種が確認され、うち4種が日本での初記録種であった。また74種のユスリカはこれまで多摩川流域全体で確認された種数に匹敵する数である。
ハエ類の調査結果からは、東京郊外の多摩丘陵の雑木林で見られる種との同一性が高いが、暖地である照葉樹林帯に生息する種が混じっていることがわかった。また街中のゴミなどで繁殖する種は少なかった。ハエの中でショウジョウバエは77種が確認された。東京都内の中心部にある皇居からは人家周辺に多く分布するショウジョウバエも多数採集されたが、その一方、皇居のショウジョウバエ相は千葉県清澄山にある東大演習林で行われたショウジョウバエ相の調査結果とよく一致していることが判明した。これは清澄山の演習林と皇居が同じ照葉樹林帯にあるとともに、演習林内の森林、草地、水系といった多様な環境と同じような環境を皇居が備えていることを示している。皇居のショウジョウバエ相からは、皇居の環境は全体としては森林的な環境であり、その中に草地や水辺という環境が含まれていると考えられ、そのような環境が豊かな生物多様性を維持していることを示唆している。
また皇居のショウジョウバエの調査からは、マキオショウジョウバエ、フタスジショウジョウバエ、ヒトクシショウジョウバエの3種については皇居内では秋の10月末から翌年の5月頃までは観察されるものの、夏季は高地帯へと移動するためにほとんど見ることが出来ず、また秋季になると皇居に戻ってくることが確認された。そして人工的な環境を好むショウジョウバエの多くも、春から夏にかけて低地から高地へと分布を拡大することがわかってきた。つまり皇居は東京の都市部に囲まれた閉鎖的な自然環境であることは事実であるが、外の自然環境とのつながりも維持されており、皇居の自然環境の維持ばかりではなく皇居外の生態系の維持もやはり重要であることを示している。

#### カマアシムシ類について
皇居では3科16種のカマアシムシ類が確認された。皇居で確認されたカマアシムシ類は日本の暖温帯、温帯に広く分布している種であったが、これまでの東京都区内で行われたカマアシムシ類の調査で確認された種の数を上回っており、やはり皇居の森の環境が豊かな自然を保っていることを示している。
また皇居のカマアシムシ類には、安定した湿潤な環境を好むカマアシムシ科は少なく、乾燥した環境に適応できるクシカマアシムシ科が多く見られるという特徴が見られる。これは大都市である東京都区内の中心部にある皇居の環境によるものである可能性が指摘されている。そして皇居内で採集されたカマアシムシ類の中には個体内に同一の種としては大きな差異が見られる種が複数見られる。これは皇居内に外部から移植された樹木に伴い、異なった場所から同一種が持ち込まれたことによって、皇居内のカマアシムシ類の中に同一種としては大きな差異が見られるようになった可能性がある。

#### トビムシ類について
トビムシ類は12科74種が確認されている。自然林や人為的影響が小さい二次林で確認されるトビムシ類は50-80種とされ、皇居で確認された74種というトビムシ類は皇居の良好な自然環境を示している。皇居の調査によって確認されたトビムシ類の中には、日本で初めて記録された種が2種確認されたとともに、明治38年（1905年）に横浜で発見されて以降、確認されていなかったタマトビムシが再確認された。

## 皇居の生物相の特徴
皇居は現在は大都市である東京都の中心部にあるが、多足類、クモ類などの状況から考えると、16世紀末の徳川家康の入城以前は海に面した照葉樹林帯であったと考えられる。江戸幕府の成立後、江戸城の建設が本格化し、現在の吹上御苑も御三家の邸宅など宅地化され、その後も庭園、馬場、そして昭和になってからはゴルフ場と様々な利用のされ方をすることになった。そのような中、武蔵野の自然を蘇らせる希望を持った昭和天皇の意向で、昭和12年（1937年）以降吹上御苑の公園的な管理は中止され、更には昭和23年（1948年）以降、武蔵野に自生する植物の移植が進められていった。その結果、最低限の管理が行われていることと成立の経緯から原生林とは言えないものの、現在の吹上御苑は豊かな森林に覆われるようになり、大都市の中心部としては異例の豊かな自然が見られるようになった。また吹上御苑内には田畑、桑畑などがあって里山的な環境もあり、小さいながらも流水域と湿地帯も見られるなど、極めて多様な環境に恵まれており、大都市の中心部にあるために都市に適応した種も見られる点を含めて、極めて多様な生物相に恵まれることとなった。また皇居は関東平野本来の自然環境を現在見ることが出来る場所であると考えることも出来る。それぞれの分類群で、皇居を「都内の他地方では見られなくなってしまった動・植物」が多数生息する場であるとの言及があるのは、その意味である。
しかしアズマモグラなど江戸時代以前から現在まで生き残り続けていると考えられる生物も存在するが、16世紀末の徳川家康の江戸城入城以降、姿を消していった生物も多かったと考えられる。特に都市化の影響は、多くの皇居内のモミ、スギの大木が枯れるなど明治末頃から顕著となり、公害問題が深刻化する1970年代には光化学スモッグによって地衣類が打撃を受け、ガの仲間のコケガが姿を消すなど、近代以降多くの動植物が姿を消したと考えられる。大型地衣類については、現在もその姿が見られない。
皇居の生物相の構成要素としては、外部から意図的に持ち込まれた植栽や、それに付随する生物の移動も重要である。例えば江戸時代に植栽されたモミとともに生き続けてきたと考えられるカイガラムシの仲間のモミニセカキカイガラムシの存在や、御苑内の落葉広葉樹の森は、かつて庭園であった時代に植栽された木々が林になったものと考えられ、現在の吹上御苑の生物相にも江戸時代に庭園化された時代の影響が残っている。そして陸産貝類、カメムシ目のように植栽によって持ち込まれた可能性が高いとされる種も見られる。また陸産貝類など多くの分類群で外来種と考えられる種の存在も確認されている。
また調査の中で、藻類、ササラダニ、ミミズなどいくつもの分類群で、新種や未記載種が発見されている。それらについては皇居が持つ豊かで多様な自然環境を示しているとともに、クマムシについてはこれまであまり調査されていなかった環境から見つかったことなど、これらの群についての調査研究がこれまで十分に行われていなかった点が、皇居の生物相調査で新種や未記載種の発見が相次いだ原因と考えられる。
そして皇居は都市部に囲まれている上に周囲には濠があるため、移動能力が低い種は皇居に戻ることが困難である。後翅が退化して飛翔力を失った移動能力が低いハネカクシ類、地表性のクモ類、カニムシ類やコケガなど、自然環境が回復してきた現在もその姿を見ることが少ないはこのためであると考えられる。現在の皇居の自然環境は、海によって隔絶された大洋島の環境に類似しているとも言え、ウシガエルの大繁殖によって両生類、爬虫類、昆虫類に大きな打撃が加えられている現状も、外来種によって在来種が撹乱される事態が発生する大洋島の事例に近いものがある。
その一方、ショウジョウバエ相に見られるように皇居の環境が外部の生態系と関連を持っていることが明らかな事例もある。チョウ類やトンボ類、カワセミのように皇居を始めとする東京都内の緑地を移動しながら生活したり分布を維持している例も見られる。このことから、皇居の生物相は閉鎖性が強いとはいえ外部との関連が見られないわけではなく、皇居をはじめとする東京都内の緑地は生物の生存環境を守っていくためにも重要であることがわかる。
猛禽類であるオオタカの定住により皇居内の鳥類相に大きな変化が生じたように、皇居内の生物相は一面では常に変化を見せている。皇居の地が持つ環境的特性とともに江戸時代以前からの歴史的な経過の中で育まれていった皇居の生物相は、大都市東京の中心部にある貴重な自然環境として、最低限の維持管理のもと、保全され続けている。